# Cuerda

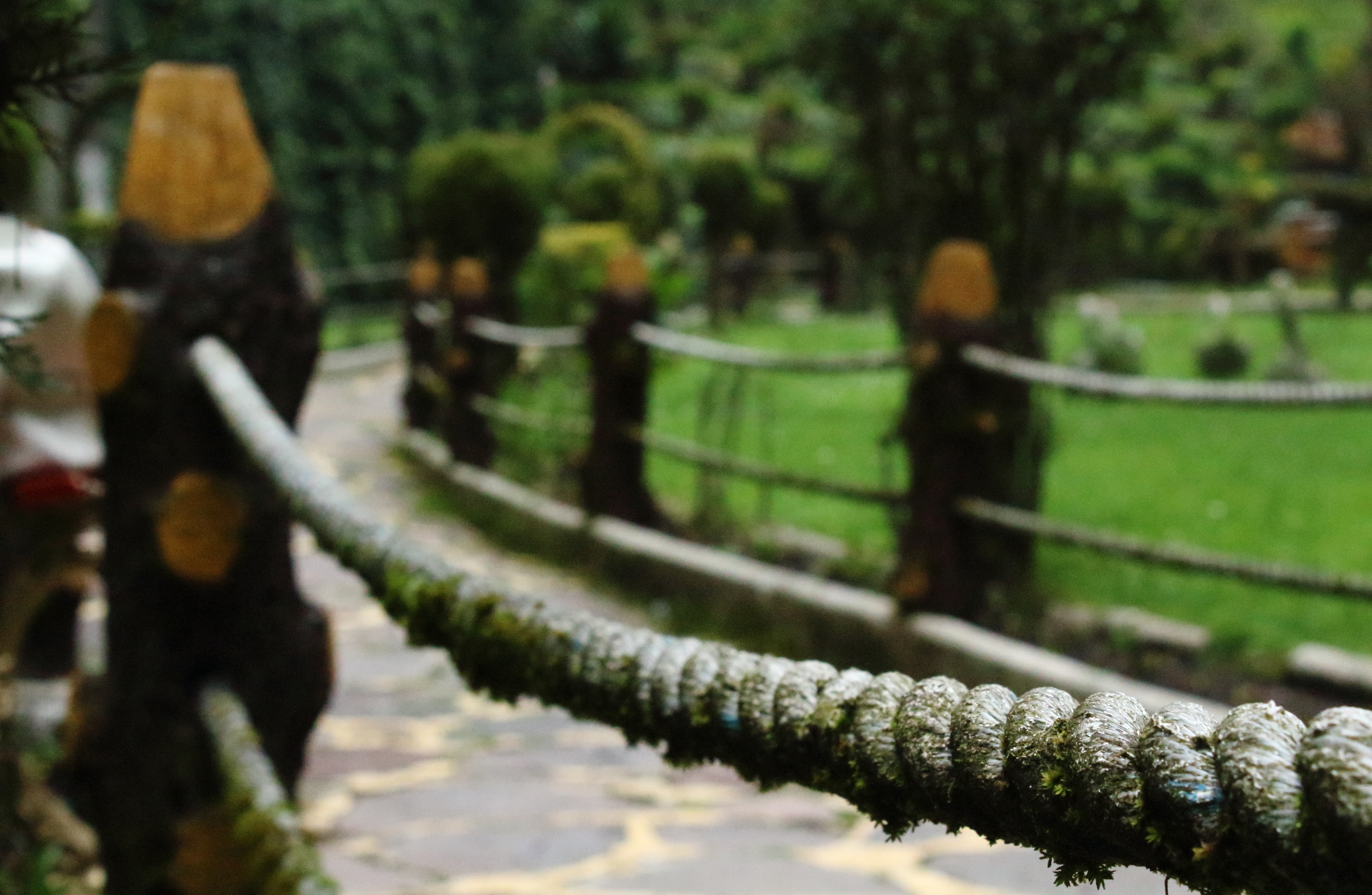
Camino vallado con cuerdas y troncos.

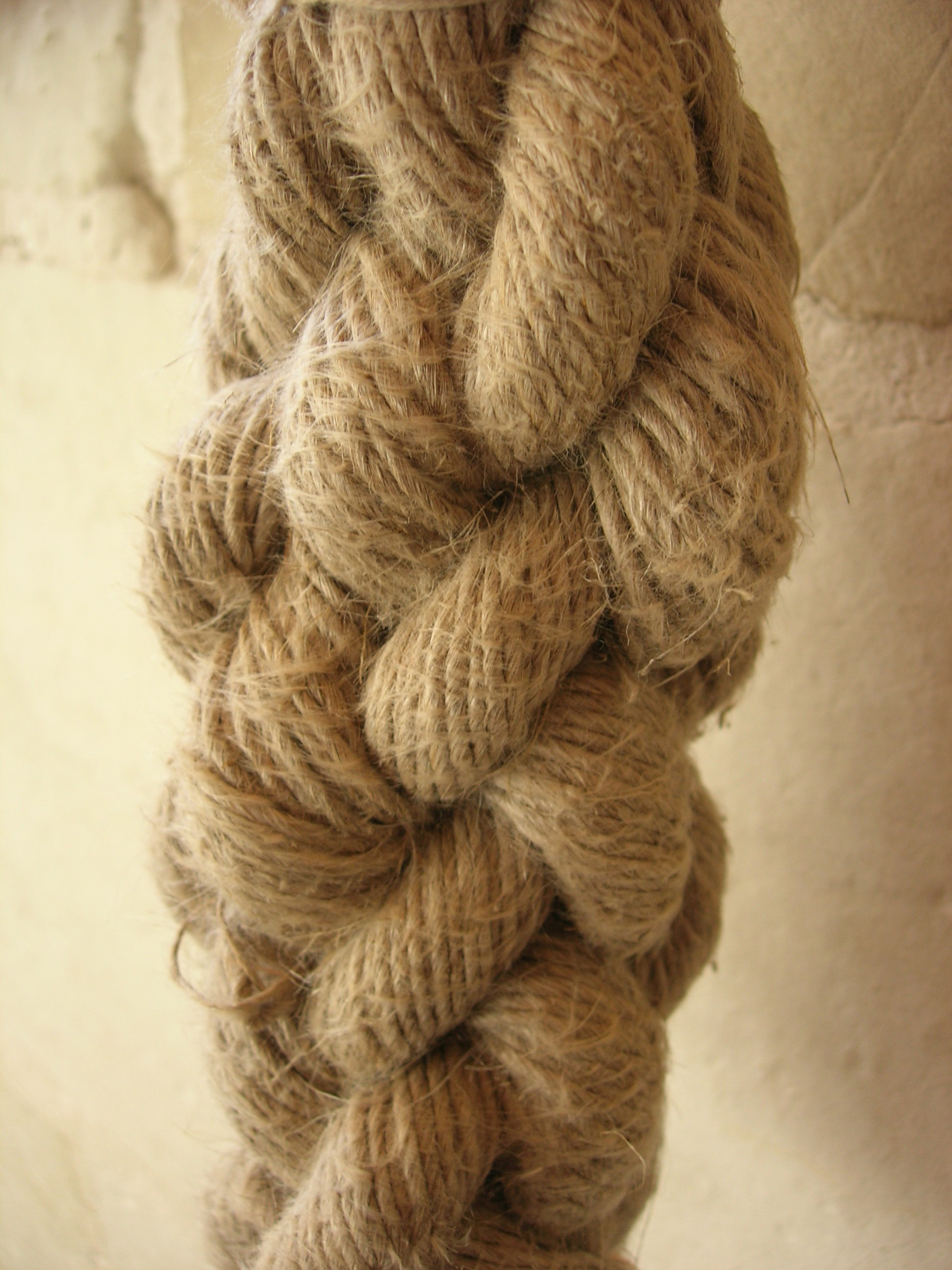
Detalle de un cabo o cuerda.

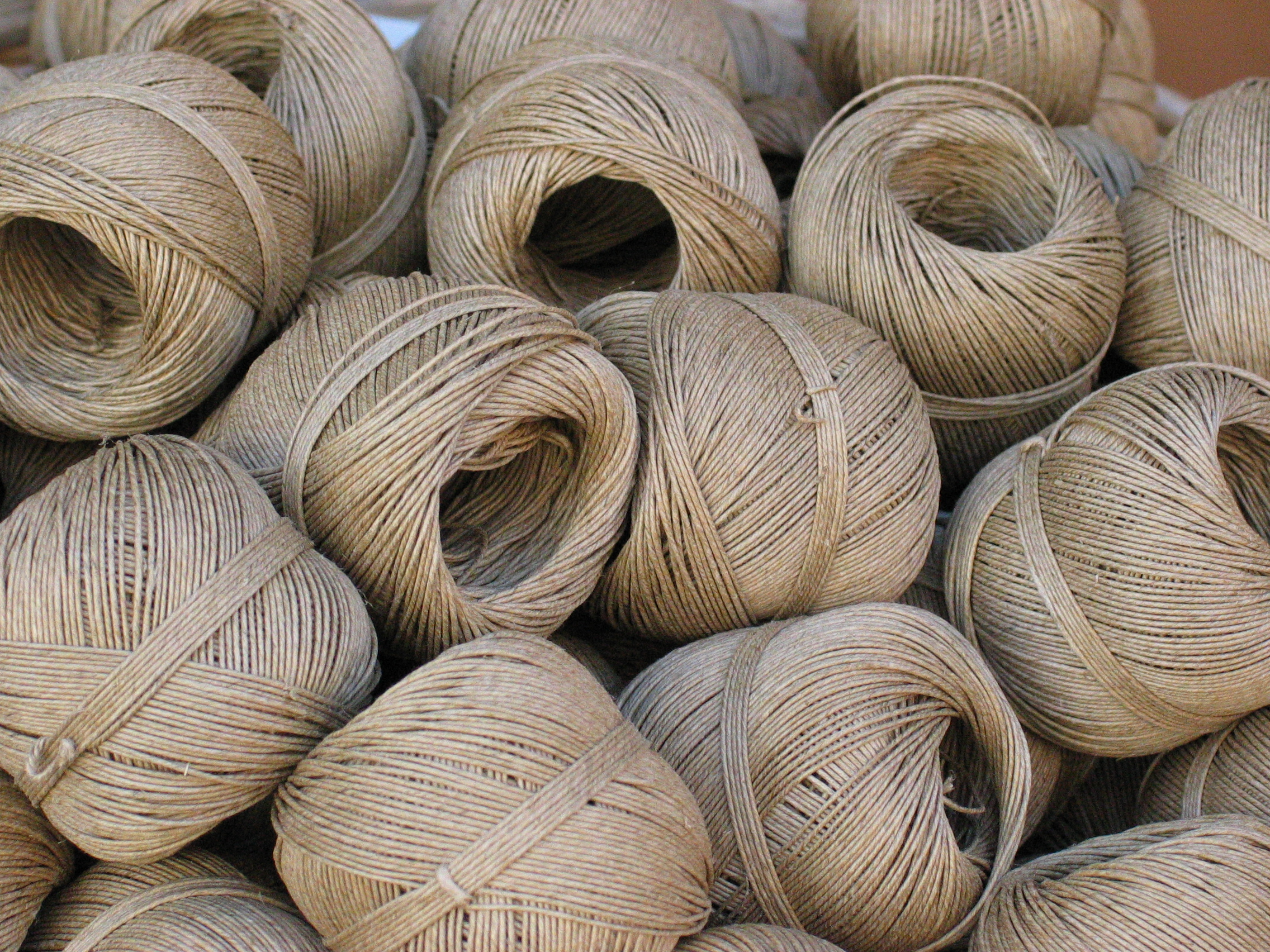
Bolas de cuerda o cordel trenzado o enrollado.

La cuerda es una herramienta empleada en ciertas actividades como la construcción, navegación, exploración, deportes y comunicaciones. Cuando son gruesas reciben también los nombres de soga y maroma. Las cuerdas han sido usadas desde la edad prehistórica. Gracias al desarrollo de la cuerda se han inventado gran cantidad de cabos (nudos) con diversas utilidades. Las poleas se han empleado desde muy antiguo para redirigir la fuerza en otras direcciones, y pueden ser empleadas como una ventaja mecánica, permitiendo que múltiples fuerzas se apliquen al punto de apoyo final de la misma. Las grúas, los polipastos y los  cabrestantes (malacates o guinches en Hispanoamérica) son máquinas diseñadas para ser accionadas por cuerdas y  cables.
Si las cuerdas son delgadas reciben el nombre de cordel o mecatillo, aun cuando suelen ser más gruesas que un hilo.
A los extremos de la cuerda se les denomina chicotes mientras que a su parte media seno.
Las cuerdas pueden hacerse de distintos tipos de fibras textiles: naturales, artificiales, sintéticas o combinaciones entre ellos. Entre las naturales están el cáñamo, esparto, algodón, yute, seda, lana, y pelo. Entre las artificiales está el rayón, que se emplea en la elaboración de cuerdas decorativas. Entre las sintéticas se encuentran el polipropileno, nailon, poliéster (por ejemplo PET, vectran), el polietileno (como el spectra) y las fibras aramidas (por ejemplo twaron, technora y el kevlar). Algunas cuerdas se elaboran con mezclas para aumentar la resistencia. Las cuerdas se pueden elaborar también de fibras metálicas, en este caso se hacen llamar guayas (particularmente en Venezuela).
En ciertas partes de Hispanoamérica (México y Guatemala) las cuerdas reciben el nombre de mecates, palabra de origen náhuatl. El término tiene su origen en la raíces metl (maguey) y catl (variable del verbo ca=estar), literalmente "lo que está en el maguey", indicando la planta de donde se obtenía originalmente la fibra para su fabricación. En la actualidad se sigue empleando dicha palabra en el habla popular aunque la cuerda esté elaborada de material diferente a las fibras naturales que dieron el nombre, a más de que el mecate propiamente dicho suele tener cierto grosor. Por su parte, en Venezuela se les da el nombre de cabuyas, voz de origen Caribe.
La cuerda también se usó en trabajos de cantería como elemento decorativo, conocida con el nombre de sogueado y propia del estilo románico.

## Historia

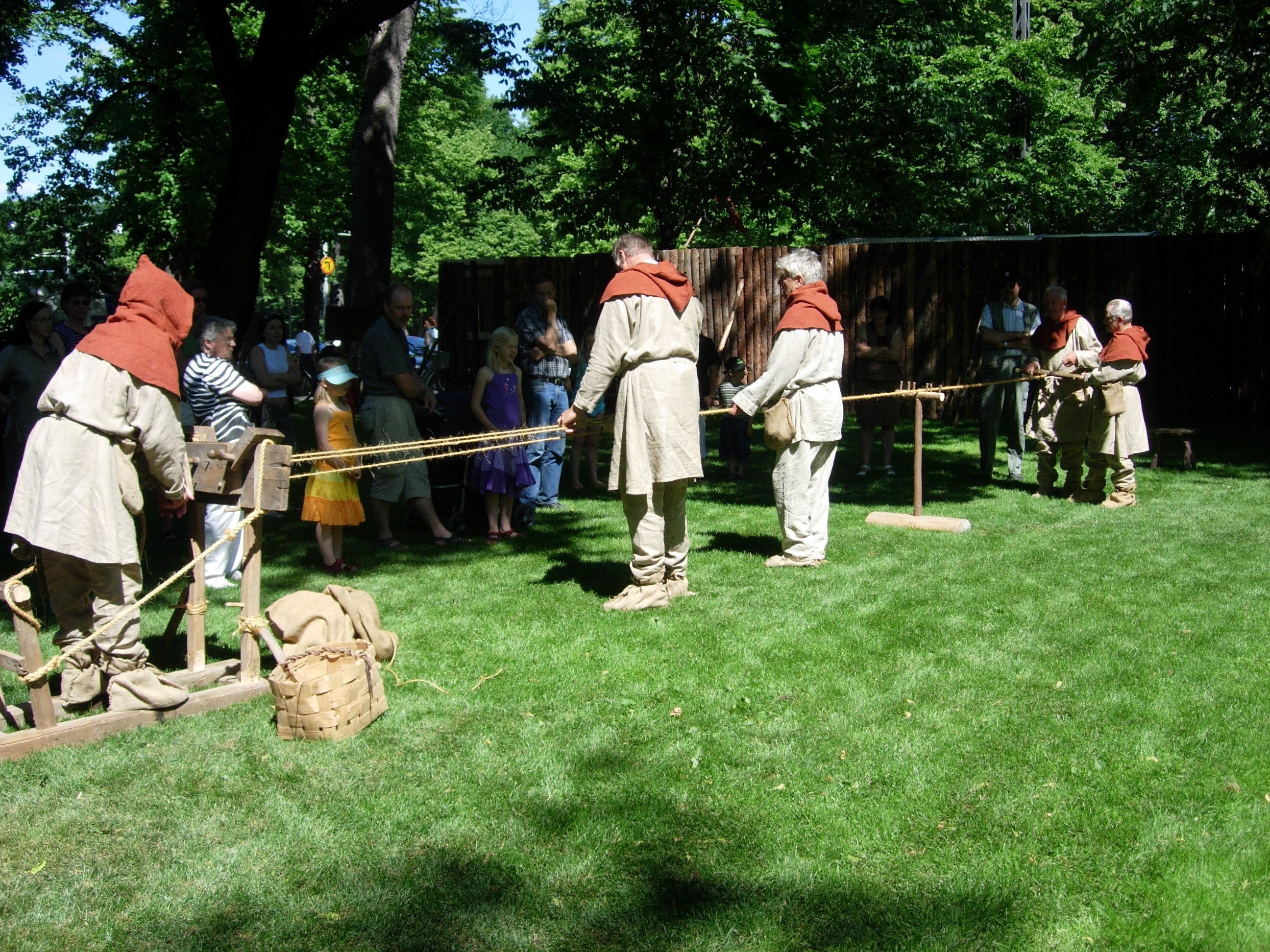
Demostración pública sobre confección antigua de cabos.

El empleo de cuerdas para la caza, tirar, empujar, atar, levantar, sujetar, escalar y transportar data desde la época prehistórica y siempre ha sido esencial en las actividades humanas básicas, así como en el progreso de la humanidad. Las primeras cuerdas eran tan largas como podrían haber sido las fibras de una planta, y luego su intento de alargarlas y trenzarlas dio lugar a las primeras cuerdas retorcidas. Los primeros posibles fragmentos más antiguos encontrados datan de hacia 50.000 a. C. en un yacimiento neandertal y huellas en arcilla en cuevas confirman la existencia de cuerdas y sogas en la Europa del Paleolítico Superior. Los fragmentos cuasifosilizados de lo que probablemente fue una "cuerda enrollada de casi 65 mm de diámetro" que fue encontrada en la cueva de Lascaux, data de aproximadamente 15.000 a. C.
Los antiguos egipcios fueron probablemente la primera civilización que desarrolló una herramienta especial para hacer cuerdas. Los egipcios hicieron cuerdas que datan del 4000 al 3500 a. C. y se elaboraban principalmente de juncos. Otras cuerdas elaboradas en la antigüedad entre otros pueblos se hicieron de otras fibras como la palmera datilera, lino, hierbas, papiro, seda o incluso pelo animal. El empleo de estas cuerdas tiradas por miles de trabajadores libres permitió a los egipcios mover grandes piedras y construir sus monumentos. A partir del 2800 a. C., cuerdas de cáñamo se emplearon en China. La elaboración de cuerdas se expandió por toda Asia, India y Europa durante los siguientes milenios. 
Leonardo da Vinci dibujó ciertos esbozos de un concepto para una máquina que hacía cuerdas, fue una de sus muchas invenciones que nunca llegó a construir. Sin embargo su construcción no podía ser llevada a cabo sin el desarrollo de una tecnología avanzada: En 1586, Domenico Fontana erigió un obelisco de 327 toneladas en la Plaza de San Pedro de Roma con una fuerza concertada de 900 hombres, 75 caballos  y una cantidad ingente de sogas. No fue hasta pasado el siglo XVIII cuando diversos inventos hicieron posible la invención de una máquina capaz de construir cuerda a escala industrial. En la década de 1950 las fibras sintéticas como el nailon se popularizaron, reemplazando casi por completo a las naturales.

## Estilos de elaboración

### Cuerda torcida

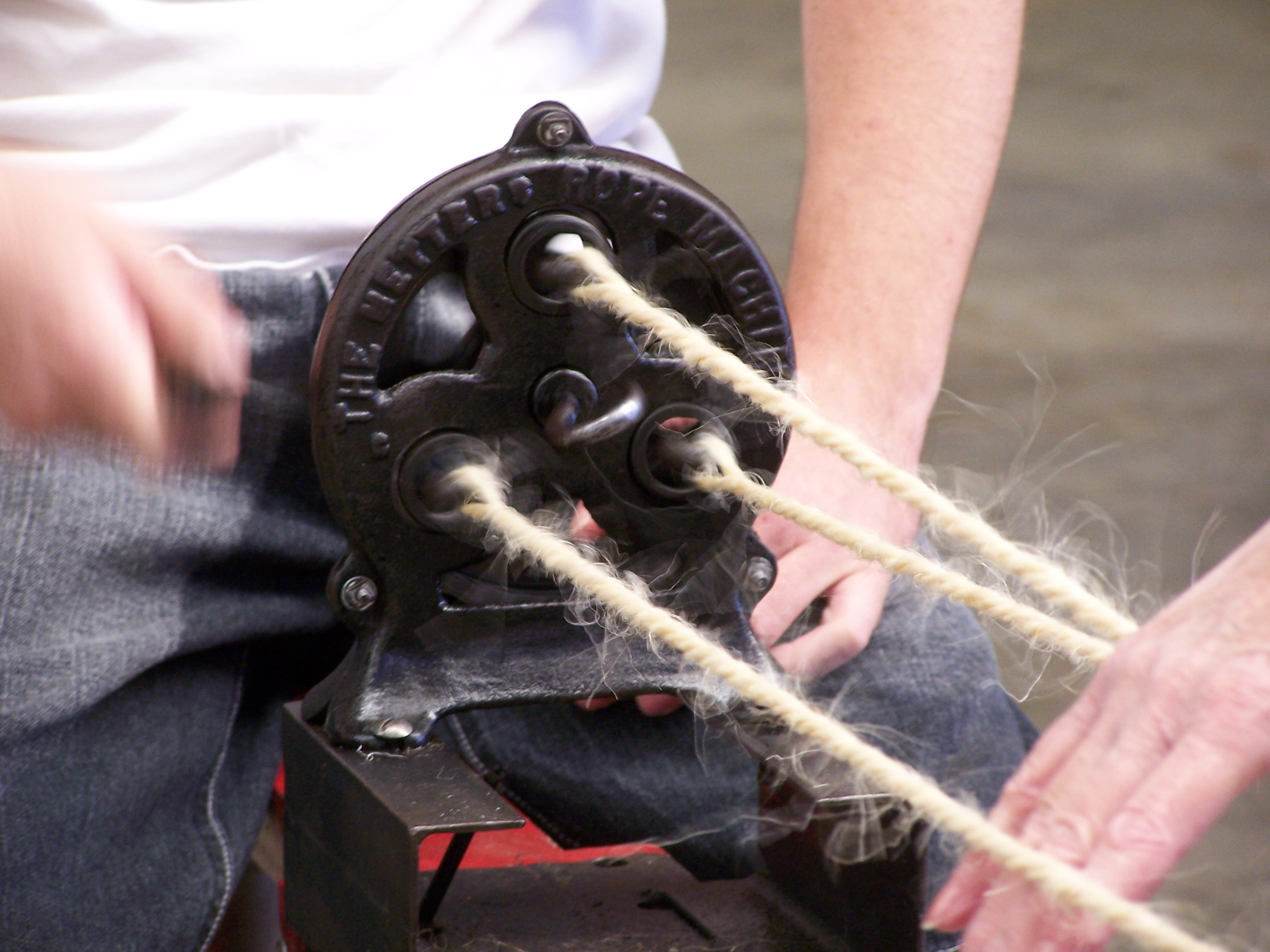
Máquina para la elaboración de cuerdas torcidas con un método que data del año 1928.

La cuerda torcida, o también denominada impropiamente cuerda enrollada, es, desde el punto de vista histórico, la forma más común de cuerda, al menos en la cultura de Occidente. La mayoría de las cuerdas torcidas consisten en tres fibras que se tuercen para aumentar la fortaleza y resistencia de la cuerda; existen versiones con mayor cantidad de fibras torcidas.

### Cuerda trenzada

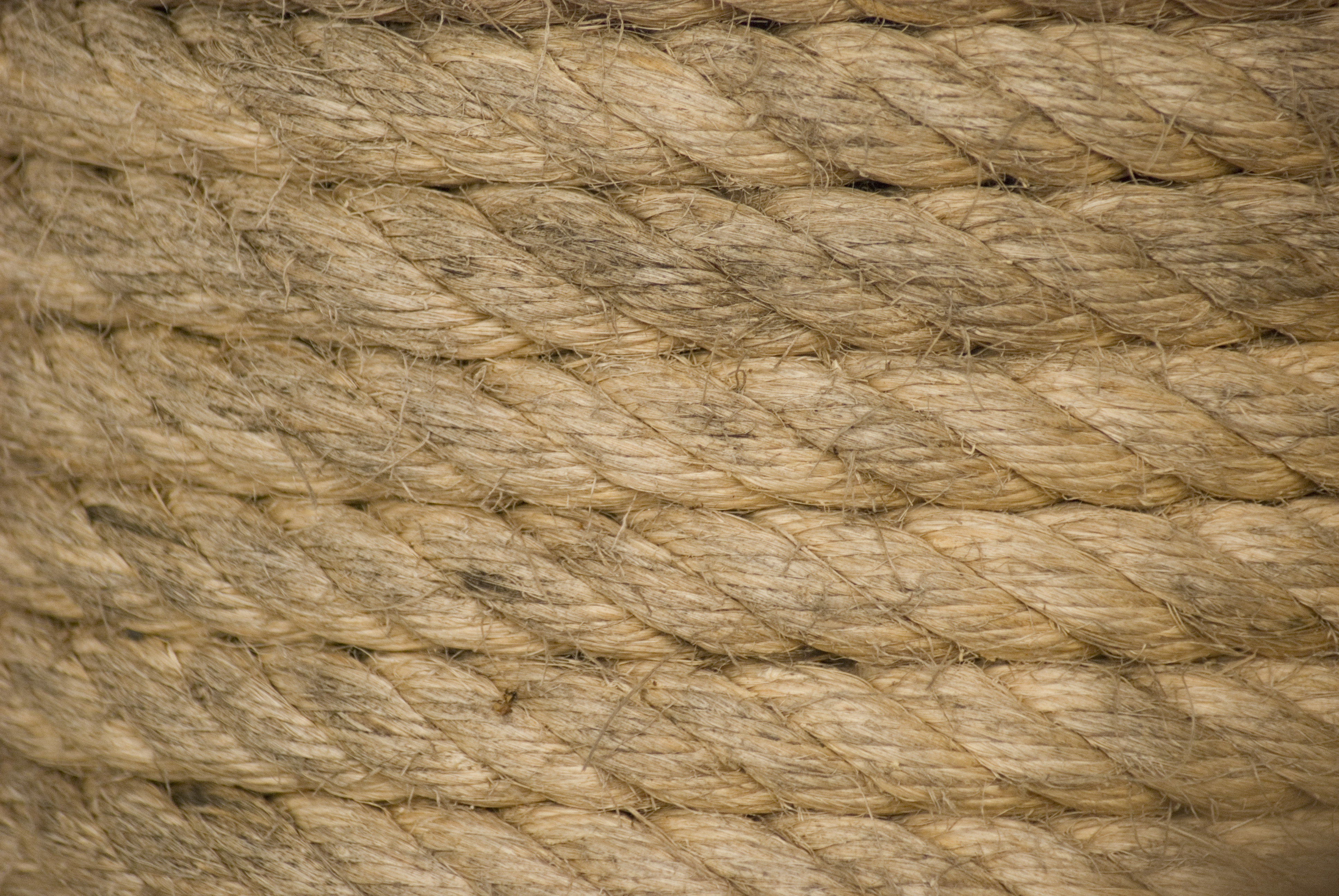
Vista ampliada de una cuerda.

Las cuerdas trenzadas son generalmente de fibras sintéticas como el nailon, poliéster o el polipropileno. Se elige el nailon debido a sus características de fortaleza y tenacidad, además de poseer una buena resistencia a las inclemencias del tiempo, así como a la radiación ultravioleta. El poliéster es cerca de un 90% más fuerte en estiramiento que en carga, es mucho más resistente a la abrasión y posee una mayor resistencia a los UV, sufriendo cambios pequeños en longitud cuando se humedece. Por regla general se prefiere el polipropileno a causa de su bajo coste y  baja densidad (puede flotar en el agua).

### Otros tipos
La cuerda trenzada se fabrica trenzando hilos retorcidos y también se llama trenza cuadrada. No es tan redonda como la cuerda retorcida y más tosca al tacto. Es menos propensa a torcerse que la cuerda torcida y, según el material, es muy flexible y, por lo tanto, fácil de manipular y anudar. Esta elaboración expone también todas las fibras, con los mismos inconvenientes que se han descrito anteriormente. La cuerda de trenza de ocho hebras es una combinación de trenzado y trenzado, una alternativa no giratoria a las cuerdas de tres hebras tendidas. Debido a sus excelentes características de absorción de energía, los arboristas lo utilizan a menudo. También es una cuerda popular para el anclaje y se puede utilizar como urdimbre de amarre. Este tipo de elaboración fue iniciado por Yale Cordage.
El cable de bobinado sin fin se fabrica enrollando hebras individuales de hilos de alto rendimiento alrededor de dos terminaciones finales hasta alcanzar la resistencia a la rotura o la rigidez deseadas. Este tipo de cable (a menudo especificado como cable para marcar la diferencia entre una fabricación trenzada o torcida) tiene la ventaja de no tener estiramiento de fabricación como es el caso de las elaboraciones anteriores. El bobinado sin fin es iniciado por SmartRigging y FibreMax.

## Algunas cuerdas especializadas

### Cuerdas de montañismo

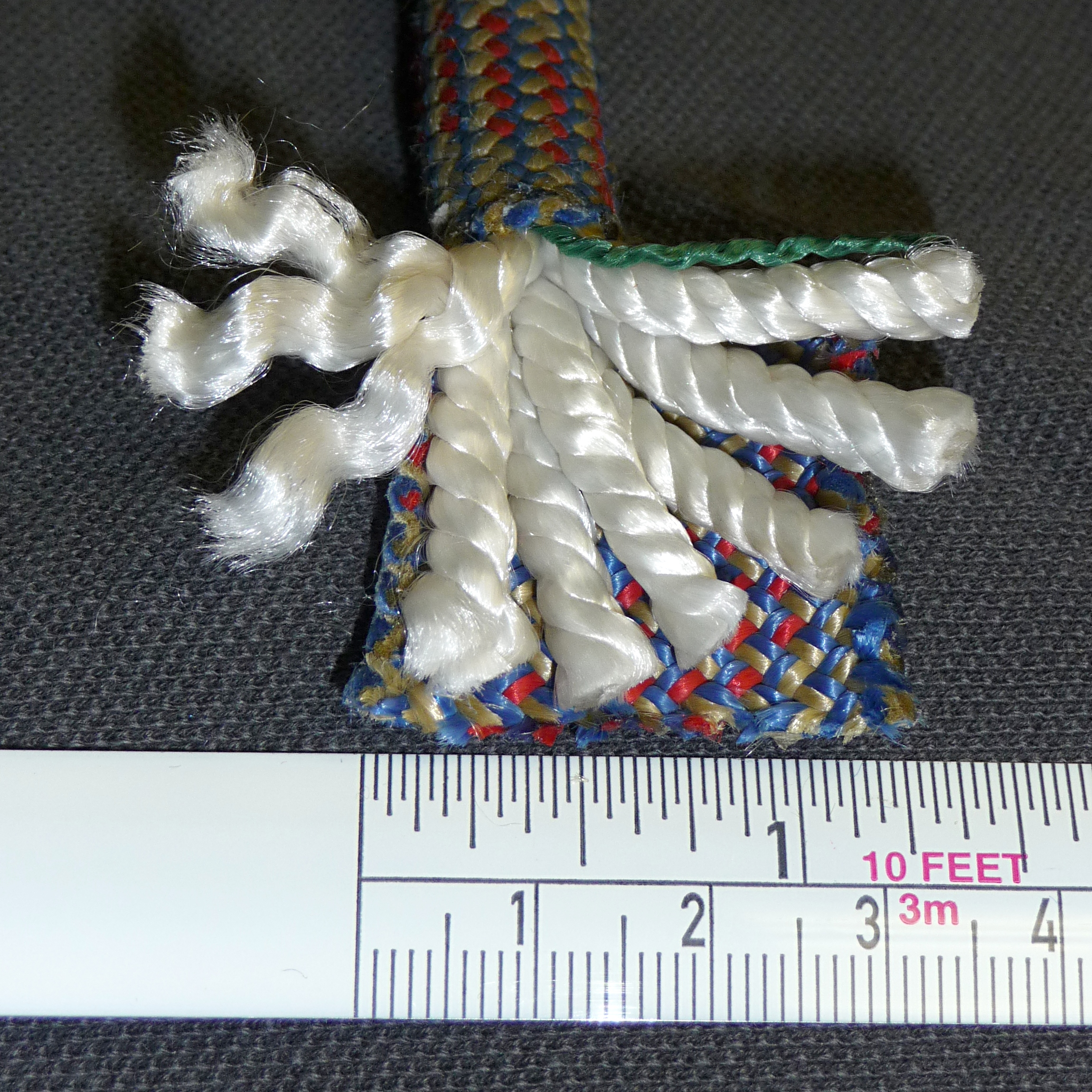
Cuerda "dinámica" de montañismo de 10.7 mm con su cubierta de protección cortada para exponer su núcleo.

Las cuerdas utilizadas en el montañismo y por extensión en diversas actividades al aire libre, como espeleología y escalada en roca, se clasifican en dos tipos generales: dinámicas y estáticas, existiendo variantes entre éstas, como las semiestáticas, entre otras.

Las cuerdas "dinámicas" se emplean, por ejemplo, en montañismo en circunstancias en las que puede haber una caída por encima del punto de anclaje. La capacidad de elongación se logra con poliamidas elásticas y trenzado en espiral (efecto muelle). Están diseñadas para estirarse lo suficiente como para amortiguar la detención sin producir grandes lesiones; no deben utilizarse para bajar en rappel.

Las cuerdas "estáticas" se usan, por ejemplo, en espeleología, rappel y actividades de rescate, y están diseñadas para estirarse lo mínimo posible y no deben usarse para detener caídas libres.

Este tipo de cuerdas se elaboran sobre la base de materiales sintéticos que resistan las duras condiciones de uso del montañismo y por ello tienen una funda o cubierta protectora, además de requerir ser livianas para su transporte muchas veces a pie.

Los materiales utilizados son el nailon y el perlon. Este tipo de fibras son afectadas por la radiación solar prolongada, por lo que siempre que sea posible deben dejarse a la sombra. Antiguamente las cuerdas para estas actividades eran fabricadas de algodón u otra fibra natural, se humedecían y podían ser peligrosas para la actividad.

## Fabricación
La cuerda se puede fabricar con cualquier material fibroso largo, pero generalmente se construye con ciertas fibras naturales o sintéticas. Las cuerdas de fibra sintética son significativamente más fuertes que sus contrapartes de fibra natural, tienen una mayor resistencia a la tracción, son más resistentes a la putrefacción que las cuerdas creadas a partir de fibras naturales y se pueden usar para flotar en el agua. Pero las cuerdas sintéticas también tienen ciertas desventajas, como ser resbaladizas, y algunas pueden dañarse más fácilmente con la luz ultravioleta.
Las fibras naturales comunes para la cuerda son cáñamo de Manila, cáñamo, lino, algodón, coco, yute, paja y sisal. Las fibras sintéticas en uso para la fabricación de cuerdas incluyen polipropileno, nailon, poliésters (por ejemplo, PET, LCP, Vectran), polietileno (por ejemplo, Dyneema y Spectra), Aramidas (por ejemplo, Twaron, Technora y Kevlar) y acrílicos (por ejemplo, Dralon). Algunas cuerdas están construidas con mezclas de varias fibras o utilizan fibras de copolímero. El cable de acero está hecho de acero u otras aleaciones metálicas. Las cuerdas se han construido con otros materiales fibrosos como seda, lana y pelo, pero tales cuerdas no están generalmente disponibles. El rayón es una fibra regenerada que se utiliza para fabricar cuerdas decorativas.
La torsión de los torones en una cuerda torcida o trenzada no solo sirve para mantener la cuerda unida, sino que permite que la cuerda distribuya la tensión de manera más uniforme entre los torones individuales. Sin ninguna torsión en el cable, los hilos más cortos siempre soportarían una proporción mucho mayor de la carga total.

Construction
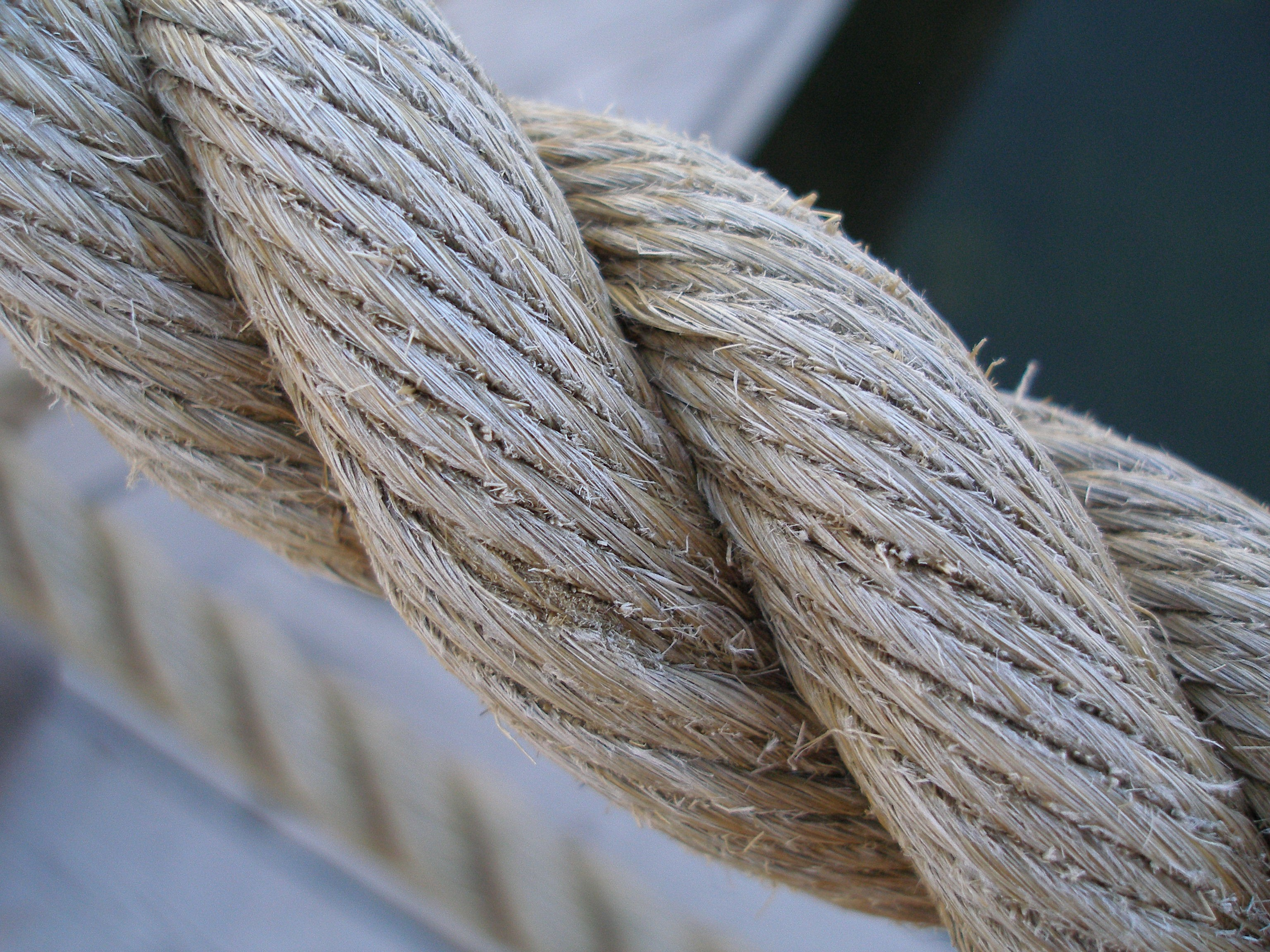
Línea trifilada de fibras naturales
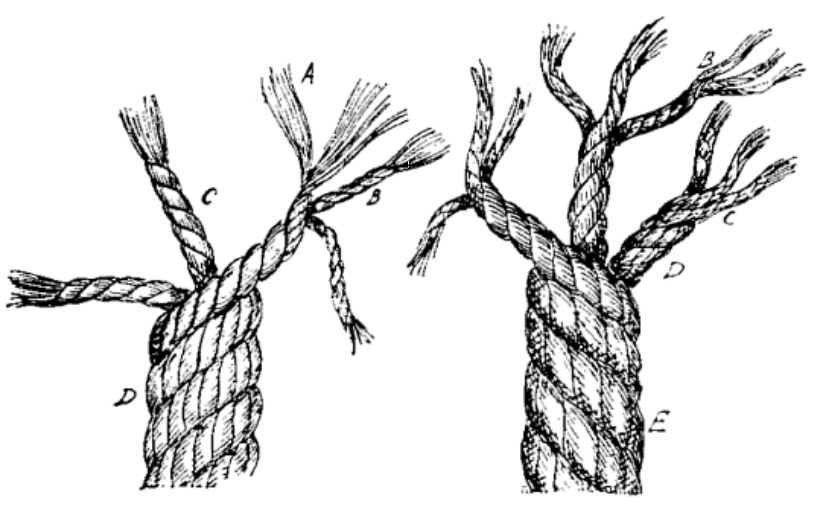
Fabricación de cables
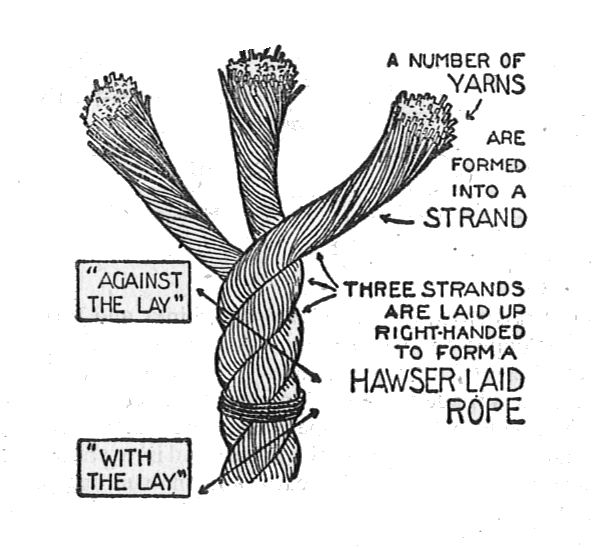
Cuerda colocada con guindaleza (Seaman's Pocket-Book, 1943)

## Medida del tamaño
Debido a que la cuerda tiene una larga historia, se han utilizado muchos sistemas para especificar el tamaño de una cuerda. En los sistemas que utilizan la pulgada (sistemas de medida imperiales y estadounidenses), cuerdas grandes sobre 1 pulgada (25,4 mm) de diámetro – como los que se usan en los barcos, se miden por su circunferencia en pulgadas; las cuerdas más pequeñas tienen un diámetro nominal basado en la circunferencia dividida por tres (como una aproximación aproximada de pi). En el sistema métrico de medidas, el diámetro nominal se da en milímetros. El estándar internacional preferido actual para los tamaños de cuerda es dar la masa por unidad de longitud, en kilogramos por metro. Sin embargo, incluso las fuentes que usan unidades métricas pueden dar un "número de cuerda" para cuerdas grandes, que es la circunferencia en pulgadas.

## Uso

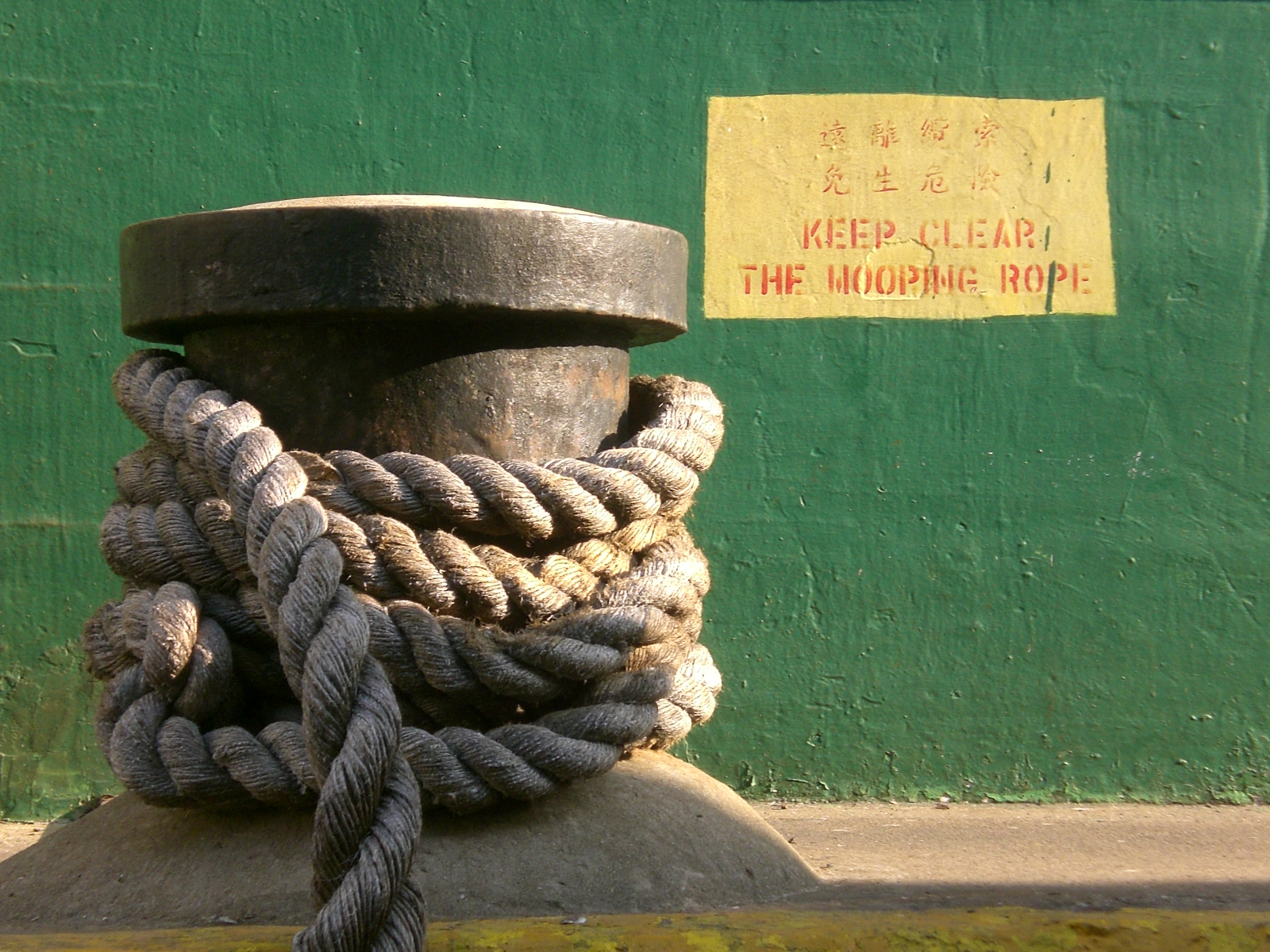
Bolardo y línea de amarre

La cuerda se ha utilizado desde los tiempos de la prehistoria. Es de suma importancia en campos tan diversos como construcción, navegación, exploración, deportes, teatro y comunicaciones. Se han desarrollado muchos tipos de nudos para sujetar con cuerda, unirlas y utilizarlas para generar ventaja mecánica. Las poleas pueden redirigir la fuerza de tracción de una cuerda en otra dirección, multiplicar su fuerza de elevación o tracción y distribuir una carga sobre varias partes de la misma cuerda para aumentar la seguridad y disminuir el desgaste.
Los cabrestantes son máquinas diseñadas para tirar de cuerdas.

## Referencias

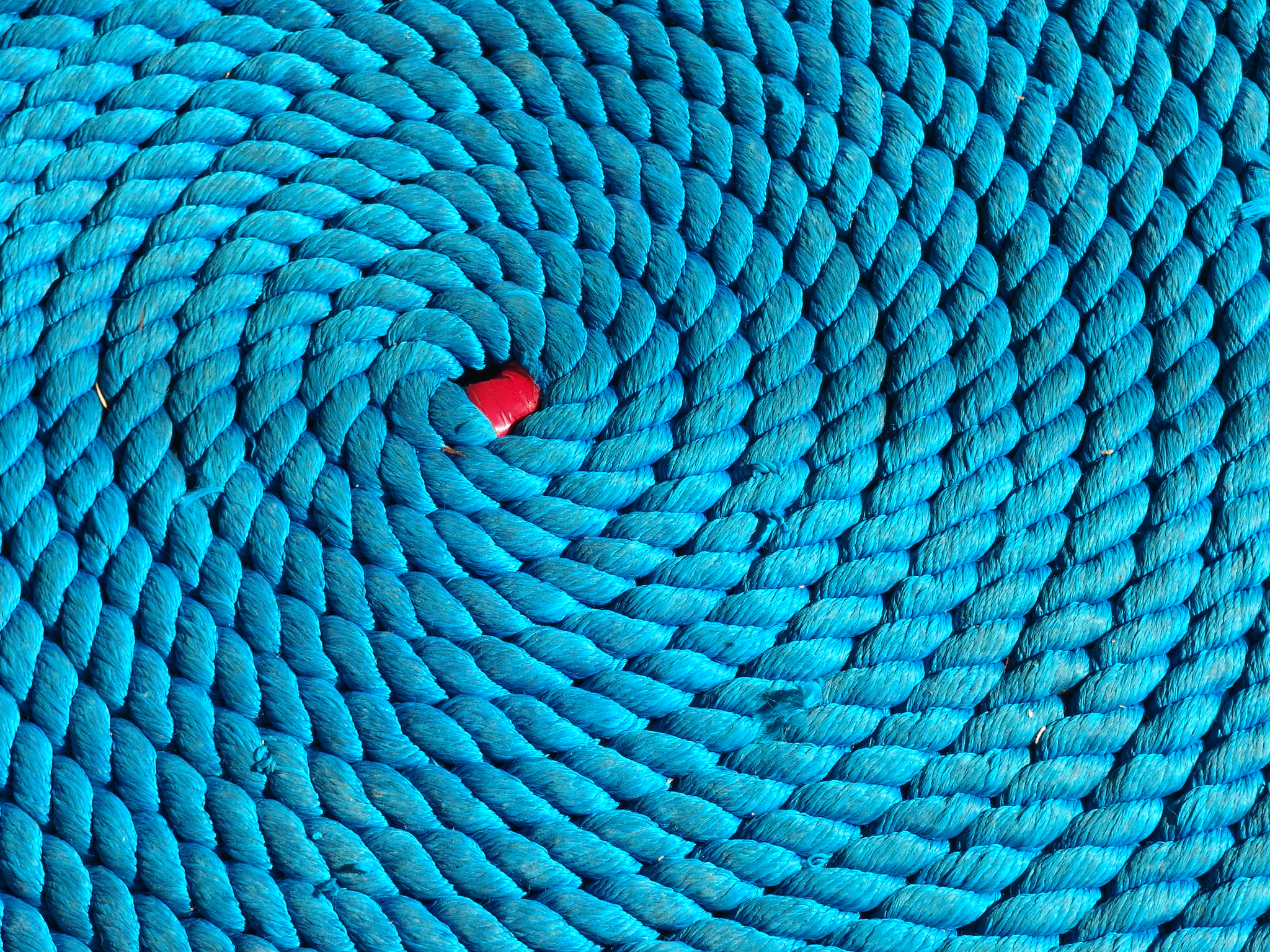